# Coleraine Chieftains
I Coleraine Chieftains sono stati una squadra di football americano, di Coleraine, in Irlanda del Nord. La squadra è stata fondata nel 1985 (seconda in tutta l'isola irlandese, prima in Irlanda del Nord) e ha chiuso nel 1990.

## Dettaglio stagioni

### Tackle football

#### Tornei nazionali

##### Campionato

###### IAFL
| Stagione | regular season | regular season | regular season | regular season | regular season | regular season | playoff | playoff | playoff | playoff | playoff | playoff   | playoff    |
|          | Vin            | Par            | Per            | Tot            | PF             | PS             | Vin     | Per     | Tot     | PF      | PS      | risultato | avversaria |
| -------- | -------------- | -------------- | -------------- | -------------- | -------------- | -------------- | ------- | ------- | ------- | ------- | ------- | --------- | ---------- |
| 1986     | 0              | 0              | 2              | 2              | 0              | 33             | -       | -       | -       | -       | -       | -         | -          |
| Totale   | 0              | 0              | 2              | 2              | 0              | 33             | -       | -       | -       | -       | -       |           |            |

Fonti: Enciclopedia del Football - A cura di Massimo Mezzetti